# Uraz powysiłkowy
Uszkodzenia powysiłkowe powstają na skutek przeciążenia układu ruchu, w tym nadmiernego naciągnięcia mięśni, często w wyniku treningu sportowego. Termin obejmuje też częste zwichnięcia stawów, którym mogą towarzyszyć naderwania ścięgien.
Objawami urazu powysiłkowego są ból i obrzęk. 

## Leczenie
Leczenie polega na przykładaniu zimnych kompresów lub woreczków z lodem w celu powstrzymania narastania obrzęku. Podobny rezultat osiąga się, mocno bandażując uszkodzoną część ciała i trzymając ją uniesioną powyżej serca. 
Jeżeli to konieczne, można podawać środki przeciwbólowe.

Przeczytaj ostrzeżenie dotyczące informacji medycznych i pokrewnych zamieszczonych w Wikipedii.